# Чорногуз Олег Федорович
Оле́г Фе́дорович Чорногу́з (15 квітня 1936, село Іванів, Калинівський район, Вінницька область — 8 жовтня 2022, м. Вінниця) — український письменник, журналіст, редактор журналів «Перець» та «ВУС», автор численних книжок гумору та сатири. Заслужений діяч мистецтв України (1996); Національна спілка письменників України, секретар (з 1988), член президії.

## Життєпис
Народився 15 квітня 1936 року в селі Іванів Калинівського району Вінницької області (нині Хмільницький район). Українець; батько — Федір Данилович (1885—1948), лікар-ветеринар; мати — Оксана Андріївна (1891—1980), домогосподарка.
Олег Чорногуз закінчив Київський університет ім. Т. Шевченка, факультет журналістики (1959—1964). Творчу діяльність розпочав у редакціях районних газет на Вінниччині.
1961—1963 — завідувач відділу листів Погребищенської районної газети.
1963—1964 — завідувач відділу сатири та гумору газети «Вінницька правда».
1964—1983 — старший фейлетоніст, завідувач відділу фейлетонів журналу «Перець».
1983—1986 — завідувач редакції прози, директор видавництва «Радянський письменник».
1986—1987 — головний редактор журналу «Перець».
Член НСПУ (з 1963), НСЖУ (з 1960).
Був делегатом XXXIX сесії Генеральної Асамблеї Організації Об'єднаних Націй від України (1984 рік, Нью-Йорк). Захоплювався риболовлею.
Член ради товариства «Вінничани у Києві».
Помер 8 жовтня 2022 року у віці 86 років у Вінницькій обласній лікарні після тривалої хвороби. Похований 13 жовтня поруч із дружиною на Байковому кладовищі в Києві.

## Родина
Дружина — Лідія Степанівна (1942—2019), кандидат медичних наук, лікар-кардіолог лікарні «Феофанія».
Син — Ярослав (нар. 1963), журналіст, співак-бандурист, артист Національної заслуженої капели бандуристів.
Мав двох онучок — Ярину та Олесю, та правнучку Орисю.

## Нагороди
- Орден князя Ярослава Мудрого V ст. (26 травня 2006) — за вагомий особистий внесок у соціально-економічний і культурний розвиток столиці України, багаторічну сумлінну працю та високий професіоналізм[5];
- Заслужений діяч мистецтв України (22 серпня 1996) — за значний особистий внесок у розвиток народного господарства України, високу професійну майстерність та з нагоди п'ятої річниці незалежності України[6];
- Хрест Івана Мазепи (23 лютого 2010) — за вагомий особистий внесок у відродження історичної спадщини українського народу, багаторічну плідну професійну діяльність[7];
- Лауреат премій імені Остапа Вишні, імені Івана Багряного, Літературна премія імені Євгена Плужника, Літературні премії «Коронація слова», родини Воскобійників, Михайла Стельмаха (2006), імені Олеся Гончара, лауреат Нобельської премії за сатиру і гумор[8];
- Всеукраїнська літературна премія імені Михайла Коцюбинського (2011);
- Лауреат відзнаки «Золотий письменник України» (2012)[9];
- Всеукраїнська літературно-мистецька премія імені Степана Руданського (2013)[10];
- Орден князя Ярослава Мудрого IV ступеня (2016)[11].

## Твори
Книжки сатири і гумору: «Моральна підтримка», «Портрет ідеала», «Сіамський слон», «Веселі поради», «Між нами кажучи», «Сповідь старого холостяка», «Як доглядати Зевса», «Плата за любов», «Тиха ніч над хатою моєю» (збірка романсів і пісень, написана разом із сином Ярославом), книги публіцистики «Українські колобки», «Українські кентаври», «Діти колонії», «Рабів на бал не запрошують». Поетична збірка «Дорога до України», дитячі книжки — «Веселий зоопарк», «Карнавал», «Весела абетка», «Притча казка про козака Нетака».
Романи: «„Аристократ“ із Вапнярки» (1979), «Претенденти на папаху» (1983), «Вавілон на Гудзоні» (1985), «Я хочу до моря» (1989), «Дари пігмеїв» (2005), «Примхи долі» (2006), «Той, що живе зі смертю» (2006), «Золотий скарабей» (2007) «Ремезове болото» (2007), «Воскреслий із мертвих» (2009), «Гроші з неба» (2009), «Твори» (в 2 т., 1986), «Твори» (в 7 т., 2006), «Притулок для блазнів» (сатиричні комедії, 2013), «Твори» (в 15 т., 2015).
Автор кіноповісті «Смерть без милосердя» та кількох п'єс. Серед них «Пектораль», присвячена Георгію Гонгадзе.

## Перекладачі та поширення творів
Твори Олега Чорногуза перекладені на 22 мови світу. Перекладають на англійську: Рома Франко (Канада) — новели, Марта Олійник (Канада) — публіцистичні статті. Есперанто: Віктор Паюк (США) — статті та новели, уривки із сатиричного роману «Вавілон на Гудзоні» i «Гроші з неба»; переклади мовою есперанто опубліковані у 24 країнах світу. Російською: Володимир Іконніков.
У 2009-му році англійською мовою була перекладена «Повість моїх літ».
Твори Чорногуза друкують в українській іноземній періодиці, зокрема: «Українська думка» (Велика Британія, Лондон), «Нова газета» (США), «Свобода» (США), «Америка» (США), «Українське слово» (Франція, Париж).

## Пісні
На слова Олега Чорногуза написана музика композиторами Віктором Охрименком та Олександром Білашем.